# Comix (Software)
Comix ist ein Bildbetrachter für Linux und BSD, der speziell für das Anschauen von Comic-Book-Archiven entwickelt wurde. Comix ist in der Programmiersprache Python verfasst und nutzt das freie GUI-Toolkit GTK+. Das Programm ist freie Software und wird unter der GNU General Public License (GPL) kostenlos angeboten.

## Funktionen
Comix arbeitet mit den speziellen Dateiformaten CBZ (Comic Book Zip), CBR (Comic Book RAR) und CBT (Comic Book TAR). Bei diesen handelt es sich um komprimierte Dateiarchive, die sich im Prinzip nicht von den bekannten ZIP, RAR und TAR unterscheiden und auch mit anderen Programmen geöffnet werden können. In diesen Dateiarchiven befinden sich die jeweiligen Comics, die gewöhnlich in mehrere JPEG- oder PNG-Dateien mit durchlaufender Nummerierung unterteilt sind. Daneben kann Comix auch alle gängigen Archive, gzip, bzip2 und tar öffnen sowie unkomprimierte Bilder anzeigen.

## Lokalisierung
Ab Version 2.7 vom 29. Januar 2006 liegt Comix in einer deutschen Übersetzung vor.